# Cratere Hoffmeister
Hoffmeister è un cratere lunare di 44,46 km situato nella parte nord-occidentale della faccia nascosta della Luna.
Il cratere è dedicato all'astronomo tedesco Cuno Hoffmeister.

## Crateri correlati
Alcuni crateri minori situati in prossimità di Hoffmeister sono convenzionalmente identificati, sulle mappe lunari, attraverso una lettera associata al nome.
| Hoffmeister | Coordinate             | Diametro (in km) |
| ----------- | ---------------------- | ---------------- |
| D           | 16°37′48″N 140°16′12″E | 21,53            |
| F           | 14°33′36″N 141°04′48″E | 18,66            |
| N           | 13°28′12″N 137°03′36″E | 41,47            |
| Z           | 17°40′48″N 136°42′00″E | 27,56            |